# Giuliano Grazioli
Giuliano Grazioli, född 23 mars 1975 i London i England, är en före detta professionell fotbollsspelare som var aktiv mellan 1995 och 2009.